# Buscapé
Buscapé é uma plataforma de comércio eletrônico brasileiro. O Buscapé funciona como um assistente de compras, para que os consumidores pesquisem produtos, preços, promoções e lojas. 
O Buscapé pertence à Mosaico Tecnologia ao Consumidor, que também é dona de outras plataformas de e-commerce.

## História

### 1998-1999: início
Em 1998, após tentar comprar uma impressora pela internet, o estudante de Engenharia Elétrica Rodrigo Borges percebeu que, no Brasil, não existia um site ou programa dedicado à busca e comparação de preços. Ele, então, se juntou aos colegas Romero Rodrigues, Ronaldo Morita e Mario Letelier, todos da Universidade de São Paulo, para tentar resolver esse problema. 
Um ano depois, em 1999, eles lançaram o Buscapé, com um investimento de R$ 4.800. No início, os desenvolvedores tiveram dificuldades para conseguir os preços dos produtos com as lojas físicas, que resistiam a passar os valores. Logo, o site atingiu um número razoável de usuários e cadastrou 30 empresas de e-commerce.

### 2000-2009: expansão
Em 2000, após o estouro da chamada Bolha da Internet, o Buscapé obteve um investimento de mais de US$ 6 milhões para crescer. Desse aporte, US$ 3 milhões provinham dos bancos Merrill Lynch (atualmente BAML) e Unibanco (atualmente Itaú Unibanco). Nessa época, tanto a internet quanto o comércio eletrônico cresciam no país. Em 2001, o negócio começou a gerar renda para os sócios.
Em 2005, o Buscapé inicia seu projeto de expansão internacional e se associa ao fundo norte-americano Great Hill Partners. O investimento permitiu que, em 2006, o Buscapé comprasse seu principal rival, o Bondfaro, dando origem à Buscapé Company.

### 2009-2015: compra pela Naspers e crise
Em 2009, o grupo sul-africano Naspers compra, pela quantia de US$ 342 milhões, 91% das ações do Buscapé. Buscando um crescimento agressivo, dentro de 4 anos, o Buscapé já tinha se juntado a 18 empresas, chegando a ter mais de 1.200 funcionários.
Nesta época, apesar da grande entrada de capital e aquisições, o Buscapé teve dificuldades em conseguir integrar as várias empresas compradas, e começou a ter perdas. Além disso, entre 2009 e 2015, todos os fundadores saíram da companhia.

### 2016: reconstrução
Em março de 2016, Sandoval Martins – formado em Ciências Contábeis pela PUC-SP e Mestre em Administração de Negócios – assume como CEO da empresa, substituindo Rodrigo Borer. Na ocasião, o Buscapé estava com tecnologia desatualizada, investidores pessimistas e corria o risco de ser vendido. Três meses após a chegada do novo presidente, a empresa já dava resultados positivos.
Em 2017, o site Buscapé recebia mais de 60 milhões de acessos mensalmente e tinha 25 milhões produtos para comparação, vindos de mais de 8.500 lojas. A plataforma era líder desse tipo de serviço no Brasil.

### 2019: novo dono
Em 13 de maio de 2019, a plataforma de comércio eletrônico Zoom concretiza a compra do concorrente Buscapé e agrega também as marcas Bondfaro, QueBarato!, Moda It e SaveMe. Com a fusão, as empresas deram origem ao grupo Mosaico Tecnologia ao Consumidor.

### 2021: novo posicionamento
Em outubro de 2021, o Buscapé passou por um rebranding e anunciou seu novo posicionamento de marca: um assistente de compras inteligentes. A plataforma reúne tudo que o consumidor precisa em sua jornada de compras, organizando informações de centenas de lojistas e milhões de ofertas. Para essa fase, o Buscapé também ganhou novo logo e novas identidades visual e verbal.

## Dia do Consumidor
O Buscapé foi o responsável por incluir o Dia do Consumidor, comemorado no dia 15 de março, no calendário do segmento de varejo do Brasil. Em 2014, com o objetivo de elevar o número de vendas no mês de março, que não tem datas sazonais comemorativas, o Buscapé resolver realizar as promoções de Dia do Consumidor.
A data foi aderida pelo comércio, se tornando o segundo maior faturamento do segmento, perdendo apenas para a Black Friday.

## Funcionalidades
Com o propósito de ser um assistente de compras inteligentes, o Buscapé oferece diversos recursos e funcionalidades para ajudar na busca pelo produto ideal. O serviço atua em todas as etapas da jornada de compras, desde a escolha do produto, com conteúdo informativo e avaliação de especialistas, até o momento da compra. Entre os principais recursos do Buscapé, estão:

### Cashback Buscapé
Cashback é uma expressão em inglês que significa “dinheiro de volta”. Assim, o Cashback Buscapé é um serviço que devolve para o consumidor parte do dinheiro gasto na compra. O valor varia conforme a loja e o percentual em cima do produto. O serviço foi lançado no primeiro semestre de 2021, após a compra do Vigia de Preço pela Mosaico, detentora do Buscapé.

### Histórico de Preços e Alerta de Preço
Além de permitir comparar preços em diferentes lojas, o Buscapé tem a função de Histórico de Preços, que mostra a variação do valor de um produto nos últimos meses. O usuário ainda pode criar um Alerta de Preço e receber um aviso quando aquele item ficar mais barato.

### Cupons de desconto
No segundo semestre de 2022, o Buscapé apresentou sua plataforma exclusiva de cupons. O serviço é atualizado diariamente e promete ajudar a um novo perfil de público que começa sua compra pela escolha de descontos ou promoções.

## Site, aplicativo e extensão
As funcionalidades do Buscapé podem ser acessadas de diferentes formas.
No site, pelo PC ou celular, os consumidores podem saber informações dos produtos, pesquisar preços e realizar compras. No aplicativo, fazem o resgate do cashback e ainda têm acesso a promoções exclusivas, como acontece no App Day.
Já pela extensão para navegador, é possível comparar preços direto no site das lojas, oferecendo maior autonomia para o consumidor durante a compra.

## Prêmio
- 2º lugar no Prêmio Reclame Aqui 2022, na categoria Classificados e Comparadores Online[11]